# PZL-102
Die PZL-102 Kos (Amsel) ist ein gegen Ende der 1950er Jahre im Zweigwerk der staatlichen Luftfahrtindustrie Polens in Warszawa-Okęcie entwickeltes Sport-, Schul- und Reiseflugzeug.

## Entwicklung
Die Konstruktionsarbeiten wurden unter der Leitung von Stanisław Lassota durchgeführt und begannen im August 1957. Der erste Prototyp wurde im Mai 1958 vollendet und absolvierte seinen Erstflug am 23. des Monats. Er hatte als Antrieb einen einheimischen WN-1-Motor mit 65 PS erhalten, der sich als zu schwach herausstellte. Die wenigen ab Oktober 1959 gebauten und als P-102B bezeichneten Serienexemplare wurden deshalb mit einem US-amerikanischen 90-PS-Triebwerk von Continental ausgerüstet. Die Produktion wurde 1964 eingestellt. Die PZL-102 war für den einfachen Kunstflug zugelassen.

## Aufbau
Die PZL-102 ist ein freitragender Tiefdecker. Der vordere Teil des Rumpfes besteht bis zum Ende der Pilotenkanzel aus einem blechbeplankten und verschweißten Stahlrohrgerüst, der hintere ist aus Halbschalen gebildet und mit vier Bolzen an das Vorderteil angeschlossen. Die Kabine mit zwei nebeneinander liegenden Sitzen verfügt über Doppelsteuerung, wobei die rechten Steuerelemente einschließlich der Ruderpedale bei Bedarf entfernt werden können. Dahinter befindet sich ein Stauraum für Gepäck und darunter der 60 l fassende Kraftstofftank. Der Flugzeugführerraum ist durch eine nach hinten aufschiebbare Vollsichthaube aus Plexiglas abgedeckt, die für den Notfall abwerfbar gestaltet ist.
Der aus einem Metallgerüst bestehende Tragflügel ist zweiteilig und einholmig ausgeführt und mit Spreizklappen bis zur Rumpfmitte und Differential-Querrudern ausgestattet. Die Vorderkante besitzt Leichtmetallbeplankung, der Rest ist mit Stoff bespannt. Das freitragende Normalleitwerk ist ein mit Stoff bespanntes Metallgerüst mit aerodynamisch und masseausgeglichenen Rudern. Die Fläche beträgt bei Höhen- und Seitenleitwerk 1,94 m² bzw. 0,9 m².
Die PZL-102 ist mit einem nichteinziehbaren Heckradfahrwerk ausgestattet, dessen Haupträder (400 × 150 mm) eine Spurweite von 1780 mm aufweisen und Öl-Luft-gefedert sowie mit dem Seitenruder gekoppelten hydraulischen Bremsen versehen sind. Das Spornrad mit den Maßen 200 × 80 mm besitzt Gummifederung und ist allseitig schwenkbar.

## Technische Daten

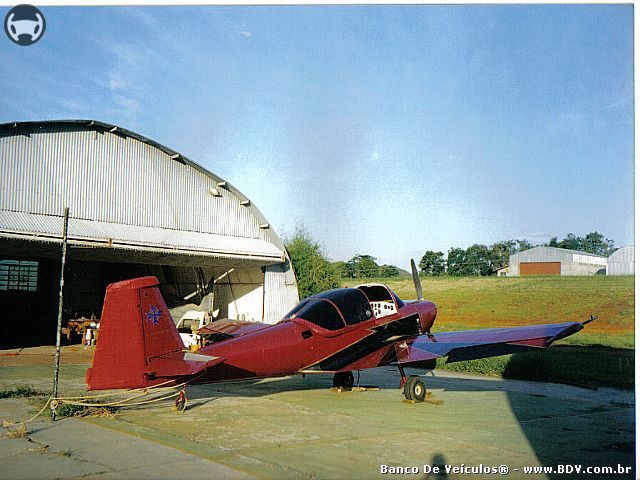
PZL-102B

| Kenngröße                  | Daten (Prototyp)                                                                                     | Daten (PZL-102B)                                                                                     |
| -------------------------- | --- | --- |
| Besatzung                  | 2 | 2 |
| Spannweite                 | 8,49 m                                                                                               | 8,49 m                                                                                               |
| Länge                      | 6,38 m                                                                                               | 6,38 m                                                                                               |
| Höhe                       | 1,88 m                                                                                               | 1,88 m                                                                                               |
| Flügelfläche               | 11,02 m²                                                                                             | 11,02 m²                                                                                             |
| Flügelstreckung            | 6,5                                                                                                  | 6,5                                                                                                  |
| Flächenbelastung           | 52 kg/m²                                                                                             | 57 kg/m²                                                                                             |
| Rüstmasse                  | 383 kg                                                                                               | 403 kg                                                                                               |
| Zuladung                   | 207 kg                                                                                               | 227 kg                                                                                               |
| Startmasse                 | 590 kg                                                                                               | 630 kg                                                                                               |
| Antrieb                    | ein luftgekühlter Vierzylinder-Boxermotor mit starrer Zweiblatt-Holzluftschraube M 63/M 30 (ø 1,7 m) | ein luftgekühlter Vierzylinder-Boxermotor mit starrer Zweiblatt-Holzluftschraube M 63/M 30 (ø 1,7 m) |
| Typ                        | Narkiewicz WN-1                                                                                      | Continental C90-12F                                                                                  |
| Startleistung Nennleistung | 70 PS (51 kW) 65 PS (48 kW)                                                                          | 95 PS (70 kW) 90 PS (66 kW)                                                                          |
| Kraftstoffvolumen          | 60 l                                                                                                 | 60 l                                                                                                 |
| Kraftstoffverbrauch        | 11 l/h                                                                                               | |
| Höchstgeschwindigkeit      | 170 km/h                                                                                             | 198 km/h                                                                                             |
| Reisegeschwindigkeit       | 150 km/h                                                                                             | 175 km/h                                                                                             |
| max. zul. Geschwindigkeit  | 260 km/h                                                                                             | 300 km/h                                                                                             |
| Mindestgeschwindigkeit     | 82 km/h ohne Klappen 75 km/h mit Klappen                                                             | 93 km/h ohne Klappen 80 km/h mit Klappen                                                             |
| Steiggeschwindigkeit       | 2,3 m/s in Bodennähe                                                                                 | 4,1 m/s in Bodennähe                                                                                 |
| Steigzeit                  | 8,5 min auf 1000 m Höhe 41,0 min auf Gipfelhöhe                                                      | 4,5 min auf 1000 m Höhe 47,5 min auf Gipfelhöhe                                                      |
| Dienstgipfelhöhe           | 2700 m                                                                                               | 4600 m                                                                                               |
| Reichweite                 | 450 km                                                                                               | 625 km                                                                                               |
| Flugdauer                  | 4 h                                                                                                  | 4 h                                                                                                  |
| Startrollstrecke           | 235 m                                                                                                | 110 m                                                                                                |
| Startstrecke auf 15 m Höhe | 600 m                                                                                                | 380 m                                                                                                |
| Landestrecke aus 15 m Höhe | 325 m                                                                                                | 325 m                                                                                                |
| Ausrollstrecke             | 235 m                                                                                                | 175 m                                                                                                |